# Pink Cashmere
Pink Cashmere (с англ. — «Розовый Кашмир») — песня американского музыканта Принса, написанная для его бывшей возлюбленной, Анны Фантастик.
На пластинке с синглом в США на стороне B был представлен трек 1978 года «Soft and Wet», а в Германии на ней вышел ремикс Уильяма Орбита на песню «The Future», первоначально выпущенной синглом в 1990 году. Кроме того, Германия выпустила 12-дюймовый сингл и CD-сингл «Pink Cashmere». Оба сингла содержали песню 1988 года «Glam Slam» на стороне B, и оба содержали два микса «Pink Cashmere», вокальную и гитарную версии. На 12" был ремикс «The Future», но на CD он был заменён на песню 1985 года «Paisley Park».

## Мнение критиков
Ларри Флик из Billboard написал: «Трек представляет собой сложную головоломку из захватывающих моментов, начиная со слоёв фальцетного пения в свободном, среднетемповом ритме. Аранжировка расцветает заразительным хорусом, который вызывает контраст квазисимфонических струнных пассажей и проворной, похожей на Хендрикса, гитарной работы». Трой Аугусто из Cashbox описал его как «плавный и мягкий полёт медленного горения в духе Джеймса Брауна». Он добавил: «Принс возвращается на знакомую территорию, тематически рассказывая о том, как он взглядом ублажает всё мирское и роскошное. Вопрос в том, когда мы сможем увидеть одну из этих красоток, стоящую под фиолетовым дождём, одетую только в малиновый берет и розовый кашемир? А ещё лучше, когда этот парень стряхнёт пыль со своей верной гитары и забренчит?». Джон Мартинуччи из Gavin Report прокомментировал: «Бывший Принц заставит вас (по розовому!?) завидовать, поскольку он выкладывает крутой грув, созданный в стиле „Purple Rain“. Вокальная версия является редактированием альбомной версии, и она полна текстур с оркестровым звучанием. Йо! MTV, как насчет Unplugged». Другой редактор, Дэйв Шолин, заявил: «Та же притягательность заглавной песни из его хитового фильма окутывает этот последний релиз».

## Чарты
Песня «Pink Cashmere» достигла пика, заняв 50-е место в US Billboard Hot 100, 14-е место в чарте Billboard R&B, 30-е место в Billboard Top 40 Mainstream и 10-е место в Billboard Rhythmic Top 40.
| Чарт (1993)                         | Высшая позиция |
| ----------------------------------- | -------------- |
| Австралия (ARIA)                    | 87             |
| Нидерланды (Dutch Top 40 Tipparade) | 9              |
| Нидерланды (Dutch Single Tip)       | 11             |
| США Billboard Hot 100               | 50             |
| США Hot R&B Singles (Billboard)     | 14             |
| США Top 40 Mainstream (Billboard)   | 30             |
| США Rhythmic Top 40 (Billboard)     | 10             |